# フリオ・セサル・レオン
フリオ・セサル・デ・レオン（Julio César de León, 1979年9月13日 - ）は、ホンジュラスのサッカー選手。ポジションは攻撃的ミッドフィールダー。フリーキックを得意とする。愛称はランボー。

## 経歴
ホンジュラス国内での活躍を経て、2001年にイタリアのレッジーナ（現・レッジーナ1914）へ移籍。レッジーナのセリエA昇格を助けた(2002年)。その後は中村俊輔らの加入もあって出場機会が減少し、下部リーグでレンタル移籍を繰り返した。
2006-07シーズン前半は、ワルテル・マッツァーリ監督の下でレッジーナ攻撃陣を支え、カルチョ・スキャンダルによる勝ち点減点に苦しむクラブを支えた。2007年1月、ジェノアへ移籍し、セリエA昇格に貢献。2008-09シーズンはセリエBのパルマFCへ移籍し、10番を背負い攻撃陣を牽引して昇格を達成。2009-10シーズンはトリノへレンタル移籍。
ホンジュラス代表として、1999年からプレーしている。2010 FIFAワールドカップメンバーにも選出されていたが怪我のため開幕直前にジェリー・パラシオスとメンバー交代をした。

## 所属クラブ
- CDプラテンセ 1996-2000
- クラブ・セラヤ（スペイン語版） 2000-2001
- CDオリンピア 2001
- レッジーナ・カルチョ 2001-2007

→ ACFフィオレンティーナ (loan) 2002-2003
→ USカタンザーロ (loan) 2004-2005
→ サンベネデッテーゼ・カルチョ1923 (loan) 2005
→ テラーモ・カルチョ (loan) 2005-2006
→ USアヴェッリーノ (loan) 2006
- ジェノアCFC 2007-2008
- パルマFC 2008-2010

→ トリノFC (loan) 2009-2010
- 山東魯能泰山足球倶楽部 2010-2011
- CDモタグア 2011-2012
- FCメッシーナ 2012
- CDレアル・ソシエダ（スペイン語版） 2013
- プラテンセFC 2013
- CSDムニシパル 2014
- プラテンセFC 2014-2016
- マイアミ・ユナイテッドFC 2016
- CDムニシパル・リメーニョ 2017
- パリーヤス・オネ 2018-